# Culex bihaicola
Culex bihaicola är en tvåvingeart som beskrevs av Dyar och Nunez Tovar 1927. Culex bihaicola ingår i släktet Culex och familjen stickmyggor. Inga underarter finns listade i Catalogue of Life.